# جيف موريس (سياسي)
جيف موريس (بالإنجليزية: Jeff Morris)‏ هو شخصية أعمال وسياسي أمريكي، ولد في 24 فبراير 1964 في أناكورتس في الولايات المتحدة. حزبياً، نشط في الحزب الديمقراطي. وقد انتخب عضو مجلس نواب واشنطن.

## وصلات خارجية
- الموقع الرسمي